# Hordeum vulgare
La cebada (Hordeum vulgare), es una planta monocotiledónea anual perteneciente a la familia de las poáceas (gramíneas); a su vez, es un cereal de gran importancia tanto para animales como para humanos y es el quinto cereal más cultivado en el mundo (53 millones de hectáreas o 132 millones de acres).

## Descripción
La cebada es un cereal de los conocidos como cereal de invierno, se cosecha hacia finales de la primavera (junio o julio, en el hemisferio norte) y generalmente su distribución es similar a la del trigo. Se distinguen dos tipos de cebadas: la cebada de dos carreras o tremesina, y la cebada de 6 carreras o castellana. La tremesina es la que mejor aptitud cervecera presenta, por su mayor homogeneidad en el tamaño de sus granos. Crece bien en suelos drenados y fértiles.
La raíz de la planta es fasciculada y en ella se pueden identificar raíces primarias y secundarias.  Las raíces primarias se forman por el crecimiento de la radícula y desaparecen en la planta adulta, época en la cual se desarrollan las raíces secundarias desde la base del tallo, con diversas ramificaciones. El tallo de la cebada es una caña hueca que presenta de siete a ocho entrenudos, separados por diafragmas nudosos. Los entrenudos son más largos a medida que el tallo crece desde la región basal. El número de tallos en cada planta es variable, y cada uno de ellos presenta una espiga.
El primer tallo en aparecer se llama tallo principal o primario; que a su vez produce la espiga de mayor tamaño. Los tallos siguientes se denominan secundario, terciario, etc.
Las hojas están conformadas por la vaina basal y la lámina, las cuales están unidas por la lígula y presentan dos prolongaciones membranosas llamadas aurículas. Las hojas se encuentran insertadas a los nudos del tallo por un collar o pulvinus, que es un abultamiento en la base de la hoja.
La inflorescencia de la planta es en forma de espiga con largas aristas que la diferencian a simple vista del trigo. Es similar a otras plantas gramíneas, y presenta reducción del periantio. La función protectora la desempeñan las glumas y las páleas; que recubren al grano.
El grano es de forma ahusada, más grueso en el centro y disminuyendo hacia los extremos. La cáscara (en los tipos vestidos) protege el grano contra los depredadores y es de utilidad en los procesos de malteado y cervecería; representa un 13 % del peso del grano, oscilando de acuerdo al tipo, variedad del grano y latitud de plantación. Los granos que pierden las cubiertas que los protegen, se consideran como granos dañados en las industrias malteras.
La cebada está representada principalmente por dos especies cultivadas: Hordeum distichum, que se emplea para la elaboración de la cerveza, y Hordeum hexastichum, que se usa como forraje para alimentación animal; ambas especies se pueden agrupar bajo el nombre de Hordeum vulgare subsp. vulgare.

## Historia
La cebada cultivada (Hordeum vulgare) desciende de la cebada silvestre (Hordeum spontaneum), la cual crece en Oriente Medio. Ambas especies son diploides (2n=14 cromosomas). Su cultivo se remonta al antiguo Egipto, fue un producto importante para el desarrollo de esta civilización tanto como para el consumo directo, como para la elaboración de cerveza; en el libro del Éxodo se cita en relación con las plagas de Egipto.
En la sociedad de la Antigua Mesopotamia, la cebada era tan importante que existían en su sociedad estratificada los oficiales de la cebada, que se encargaban de todo lo relacionado coon su cultivo y almacenamiento. Incluso existe un texto denominado Las instrucciones del dios Ninurta que especificaba las tareas necesarias para su cultivo. También se utilizaba como una forma de dinero. Se usaba para pagar a los trabajadores, como dinero mercancía, siendo la unidad de peso estándar de la cebada, y por tanto de valor, el siclo.
También fue conocida por los griegos y los romanos, quienes la utilizaban para elaborar pan, y era la base de alimentación para los gladiadores romanos. En Suiza se han encontrado restos calcinados de tortas elaboradas con granos de cebada toscamente molidos y trigo que datan de la Edad de Piedra (véase: Historia del pan).
Durante muchos siglos la distinción de clases también afectó al tipo de cereal que estaba permitido consumir: en Inglaterra hasta el siglo XVI los pobres solo tenían permitido consumir pan de cebada mientras que el pan de trigo estaba destinado a la clase alta; a medida que el trigo y la avena se fueron haciendo más asequibles, se acabó con el uso de la cebada para hacer pan.

## Variedades

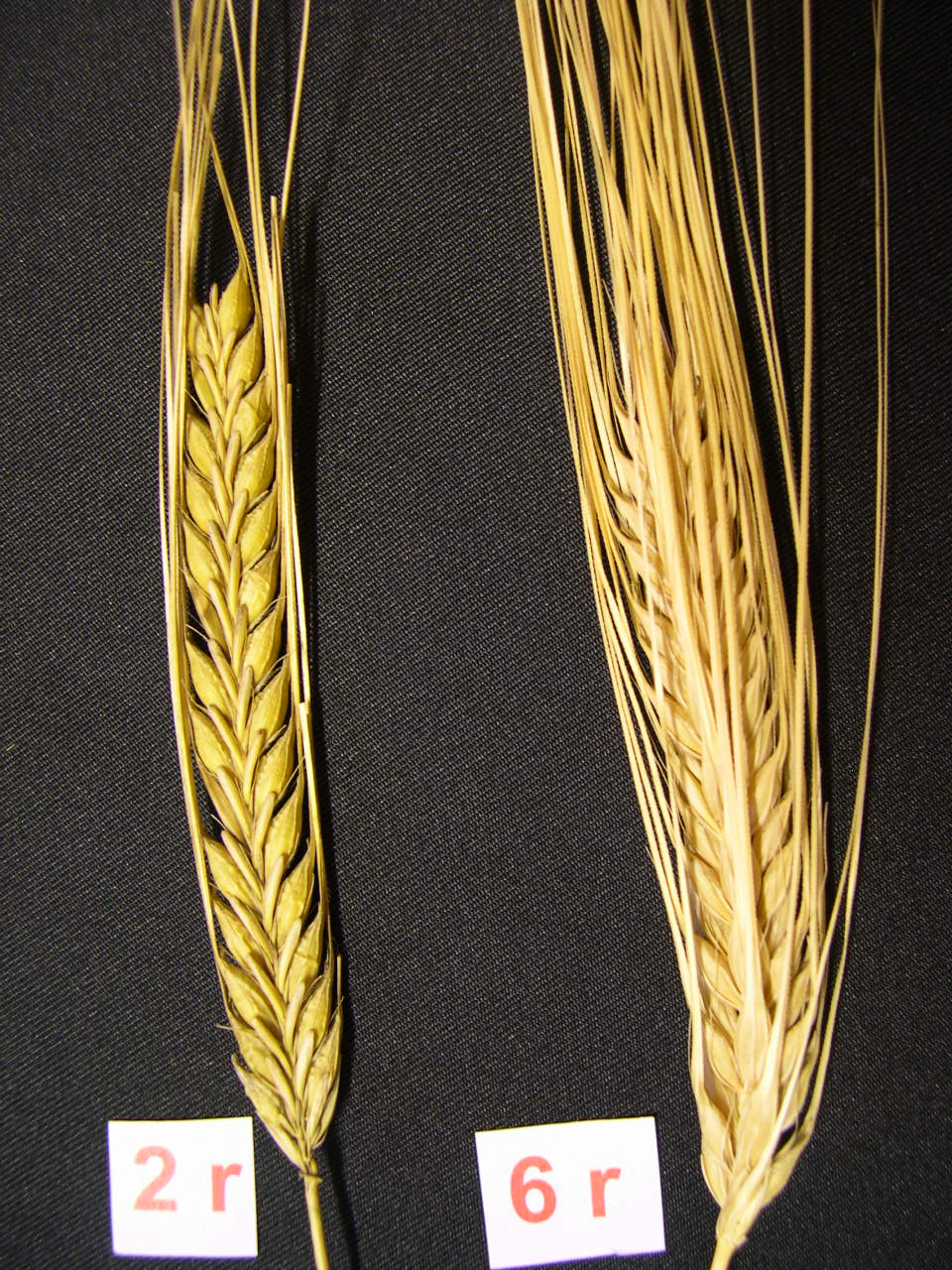
Espigas de cebada de 2 carreras y de 6 carreras

Entre las variedades cultivadas, se encuentran:
- Las cebadas de invierno, resistentes al frío hasta aproximadamente −15 °C que pueden tener espigas planas con dos filas de granos (estas filas son denominadas "carreras"), o espigas cilíndricas con seis carreras de granos. Las variedades de cebada de invierno se siembran a finales de septiembre-principios de octubre, puesto que necesitan estar bien asentadas antes del inicio del invierno.
- Las cebadas de primavera, sensibles a las heladas, con un ciclo de crecimiento más corto, se siembran en febrero-marzo.

El grano redondeado y marcado con una línea longitudinal se presenta "mondado" (completo) o en "perlas" (pulido y refinado).
Algunas variedades cultivadas en Europa, son:
- De invierno y 2 carreras: Amillis, Augusta, Campanile, Fuga, KWS Cassia...
- De invierno y 2 carreras para cerveza: Arcadia, Astrid, Malicorne, Vanessa...
- De invierno y 6 carreras para cerveza: Amistar, Atenon, Etincel, Isocel KWS Tonic, Passerel, Touareg...
- De primavera y 2 carreras: Bérénice, Galaxis, KWS Dante, Marigold, Yvette...
- De primavera y 2 carreras para cerveza: Arcadia, Astoria, Béatrix, Brennus, Danielle, Explorer, KWS Fabienne, Névada...
- De invierno híbridas y 6 carreras: Bagoo, Hobbit, Smooth...

Más de 1300 variedades de cebada están registradas en el Catálogo Europeo de variedades.
En España, El Grupo para la Evaluación de Nuevas Variedades de Cultivos Extensivos en España realiza estudios con diversos tipos de cereales, entre los que se encuentran numerosos nuevos tipos de cebada. En este sentido, cabe destacar los trabajos pioneros realizados en la Estación Experimental Aula Dei, en la que se desarrolló en la década de 1970 la variedad de gran difusión denominada "cebada Albacete".
Así mismo, en algunos países de Hispanoamérica como México (con la variedad "Esmeralda" resistente a la roya); Argentina (donde se cita la variedad denominada "Q. Carisma"); o Bolivia, se desarrollan variedades de cebada locales adaptadas a las condiciones edafológicas y climáticas de cada zona.
En otros países del mundo donde se cultiva la cebada, la situación es parecida, con numerosas variedades fomentadas tanto por instituciones públicas estatales, como por empresas dedicadas a la comercialización de semillas seleccionadas, con la particularidad de que en ocasiones incluso las fábricas de cerveza intervienen en el desarrollo de las variedades más adecuadas para su actividad. Así, pueden citarse las variedades "Bere" (desarrollada en Escocia para la producción de whisky); "Betzes" (procedente de Polonia e introducida en EE. UU. en 1958); "Centennial" (variedad canadiense desarrollada por la Universidad de Alberta); "Cyclon" (variedad cultivada en Rusia, híbrido de variedades rusas y alemanas de invierno); "Diamant" (variedad mutante checa de alto rendimiento creada mediante el uso de rayos X); "Drummond" (variedad muy resistente desarrollada en EE. UU. en el año 2000); "Golden Promise" (variedad mutante británica desarrollada mediante el uso de radiación gamma, adecuada para la producción de cerveza y whisky); "Highland barley" (cultivada en el altiplano del Tíbet); "Lux" (seleccionada en Dinamarca); "Maris Otter" (procedente de Gran Bretaña, muy apreciada por los productores de cerveza artesanal); "Nordal" (variedad desarrollada por la cervecera sueca Carlsberg en 1971); "Pinnacle" (variedad estadounidense desarrollada por la North Dakota Agricultural Experiment Station en 2006); "Windich" (originaria de Australia); y "Yagan" (también australiana).

## Producción mundial
Según la FAO la producción mundial de cebada en 2018 alcanzó 141,42 millones de toneladas. Los 20 mayores productores abarcan el 82 % del total mundial.
| Puesto | País        | Cantidad (en toneladas) | Puesto | País           | Cantidad (en toneladas) |
| ------ | ----------- | ----------------------- | ------ | -------------- | ----------------------- |
| 1      | Rusia       | 16 991 907              | 13     | Estados Unidos | 3 332 970               |
| 2      | Francia     | 11 193 034              | 14     | Polonia        | 3 048 273               |
| 3      | Alemania    | 9 583 600               | 15     | Marruecos      | 2 851 022               |
| 4      | Australia   | 9 253 852               | 16     | Irán           | 2 800 000*              |
| 5      | España      | 9 129 535               | 17     | Etiopía        | 2 101 375               |
| 6      | Canadá      | 8 379 700               | 18     | Argelia        | 1 957 327               |
| 7      | Ucrania     | 7 349 140               | 19     | Rumania        | 1 870 710               |
| 8      | Turquía     | 7 000 000*              | 20     | India          | 1 780 000*              |
| 9      | Reino Unido | 6 510 000               |        |                |                         |
| 10     | Argentina   | 5 061 069               |        |                |                         |
| 11     | Kazajistán  | 3 971 266               |        |                |                         |
| 12     | Dinamarca   | 3 485 656               |        | Mundo          | 141 423 026             |

(* Estimación de la FAO)

## Usos

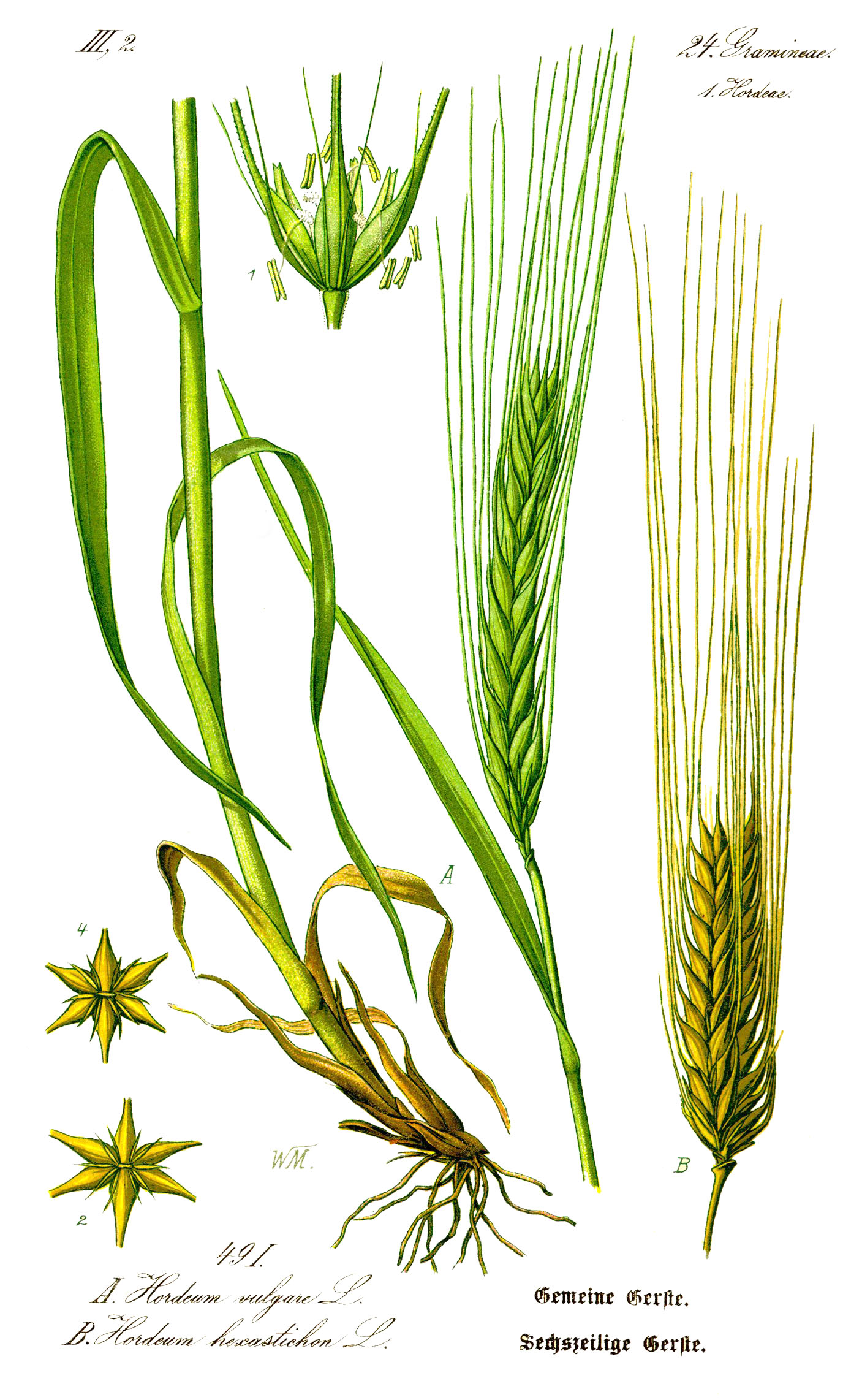
Ilustración

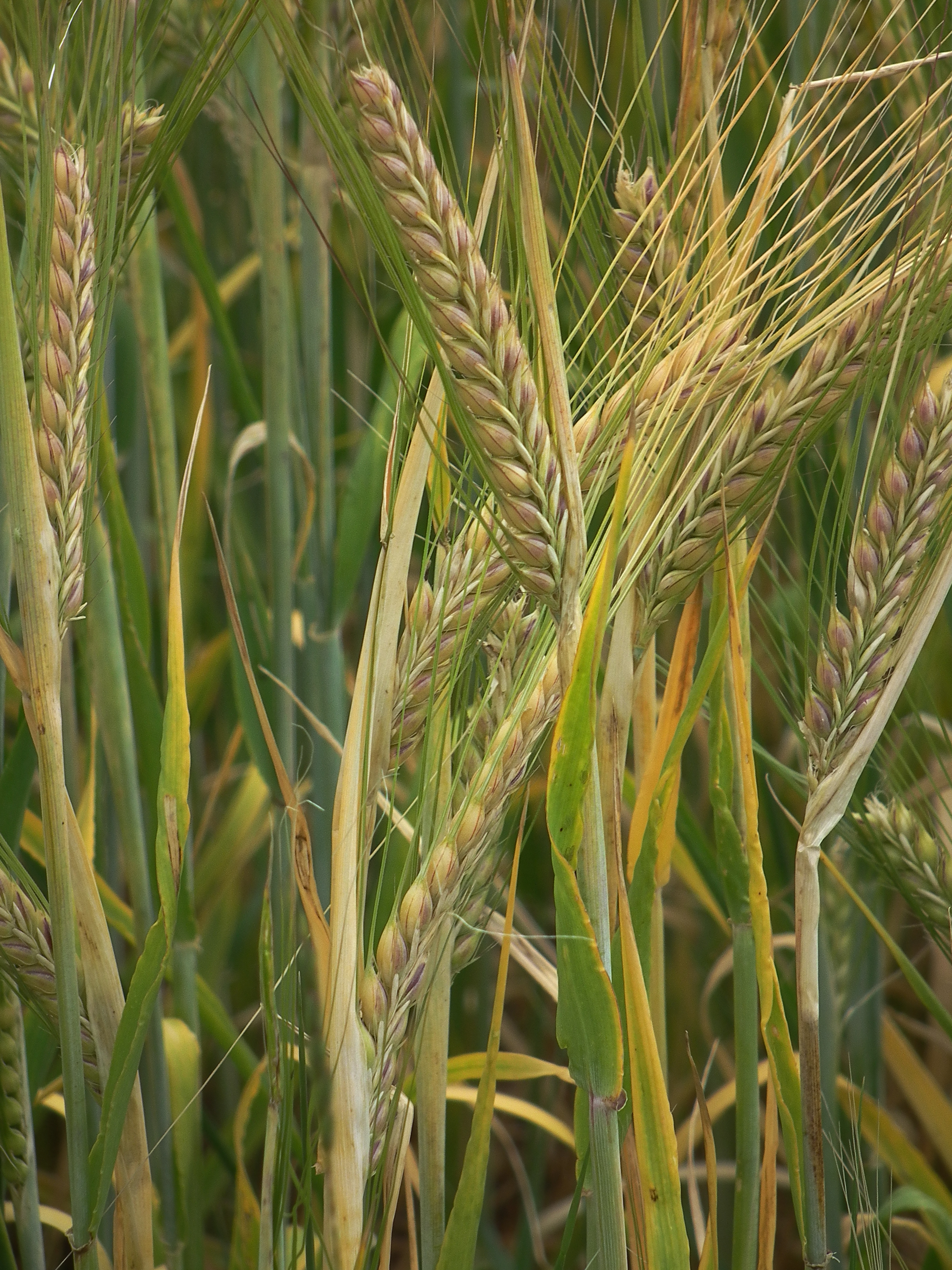
Vista de la planta

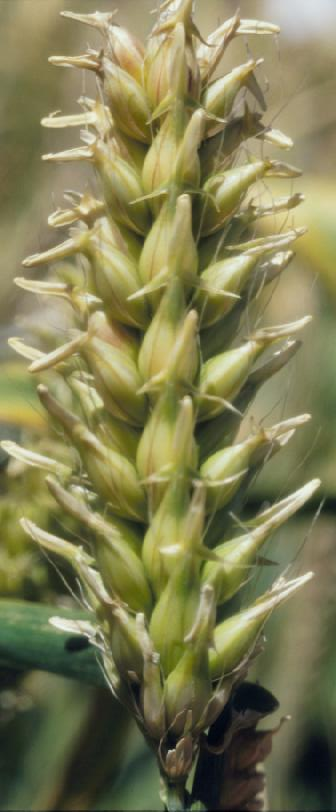
Detalle de la espiga

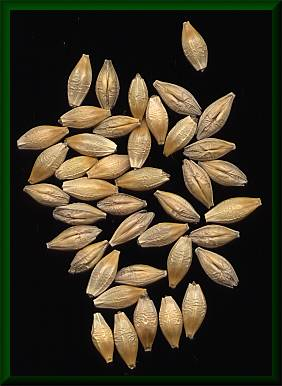
Grano

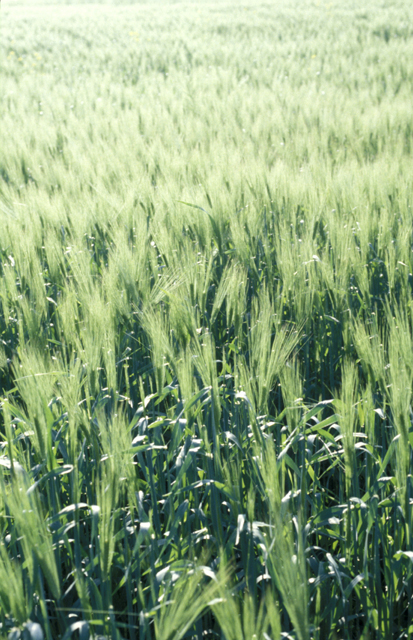
Cultivo

En algunos países del Cercano Oriente, del norte de Europa (como Finlandia), y de América del Sur (como Colombia, Perú y Ecuador) aún se utiliza como alimento para consumo humano, mediante un proceso de tostado y molido cuyo producto final es la máchica. Sin embargo, es mucho más utilizada en el malteado y obtención de mostos para la elaboración de la cerveza y para destilar en la fabricación de whisky escocés y de ginebra holandesa. Existe una parte del pan que se elabora con cereal: pan de cebada (denominado a veces “pan negro”). Otra pequeña proporción se destina para la alimentación animal, particularmente de cerdos. Se elaboran bebidas no alcohólicas o ligeramente alcohólicas, como el kvas y el agua de cebada.
Medicinales
También se utiliza la semilla como medicinal.

Además de nutritiva sus principales propiedades son: antiespasmódica, algo astringente, digestiva, antifebril. 

Se utiliza para tratamiento de tos irritativa, digestiones pesadas, deficiencias en la secreción de jugos digestivos, irritaciones digestivas, enfermedades febriles. Combate el estreñimiento en general por su contenido en fibra, especialmente si se utiliza el grano entero.

La horchata de cebada, que no es otra cosa que el agua que queda de la cocción de la cebada, y que contiene almidón, resulta útil en el tratamiento de hidratación de personas con vómitos y diarreas.

Su uso es indicado para las personas que sufren de retención de líquidos, ya que la cebada, al mismo tiempo que es refrescante hace orinar.

La decocción en gargarismos se usa para desinflamar la garganta; en cataplasma se usa para tratar lumbago, condiloma, inflamación y tumores
Uso externo: Se utiliza la harina de cebada para mezclarla con otras hierbas para la preparación de cataplasmas para aliviar la hinchazón causada por golpes.
Contraindicaciones: Evitar en casos de alergias reconocidas o hipersensibilidad a la harina de cebada o cerveza. También debe ser evitada por los celíacos, pues contiene gluten (aunque en menor cantidad que el centeno o el trigo).
Química
H. vulgare contiene los fenólicos cafeico y p-cumárico, el ácido ferúlico y 8,5' diferúlico, los flavonoides catequina-7-O-glucósido, saponarin, catequina, procianidina B3, procianidina C2, y prodelfinidina B3, y el alcaloide hordenina.

## Taxonomía
Hordeum vulgare fue descrito por Carlos Linneo y publicado en Species Plantarum 1: 84–85. 1753.
Etimología
Hordeum: nombre  antiguo latino para la cebada.
vulgare: epíteto latíno que significa "vulgar, común".
Sinonimia
- Frumentum hordeum E.H.L.Krause
- Frumentum sativum E.H.L.Krause
- Hordeum aestivum R.E.Regel
- Hordeum americanum R.E.Regel
- Hordeum bifarium Roth
- Hordeum brachyatherum R.E.Regel
- Hordeum caspicum R.E.Regel
- Hordeum coeleste (L.) P.Beauv.
- Hordeum daghestanicum R.E.Regel
- Hordeum defectoides R.E.Regel
- Hordeum distichon subsp. zeocrithon (L.) Čelak.
- Hordeum distichum L.
- Hordeum durum R.E.Regel
- Hordeum elongatum R.E.Regel
- Hordeum gymnodistichum Duthie
- Hordeum heterostychon P.Beauv.
- Hordeum hexastichon L.
- Hordeum hexastichum L.
- Hordeum hibernaculum R.E.Regel
- Hordeum hibernans R.E.Regel
- Hordeum himalayense Schult.
- Hordeum hirtiusculum R.E.Regel
- Hordeum horsfordianum R.E.Regel
- Hordeum ircutianum R.E.Regel
- Hordeum jarenskianum R.E.Regel
- Hordeum juliae R.E.Regel
- Hordeum kalugense R.E.Regel
- Hordeum karzinianum R.E.Regel
- Hordeum kiarchanum R.E.Regel
- Hordeum laevipaleatum R.E.Regel
- Hordeum lapponicum R.E.Regel
- Hordeum leptostachys Griff.
- Hordeum macrolepis A.Brau
- Hordeum mandshuricum R.E.Regel
- Hordeum mandshuroides R.E.Regel
- Hordeum michalkowii R.E.Regel
- Hordeum nekludowii R.E.Regel
- Hordeum nigrum Willd.
- Hordeum pamiricum Vavilov
- Hordeum parvum R.E.Regel
- Hordeum pensanum R.E.Regel
- Hordeum polystichon Haller
- Hordeum polystichon var. hackelii
- Hordeum polystichon var. vulgare (L.) Döll
- Hordeum praecox R.E.Regel
- Hordeum pyramidatum R.E.Regel
- Hordeum revelatum (Körn.) A.Schulz
- Hordeum sativum Jess.
- Hordeum sativum Pers.
- Hordeum sativum var. coeleste (L.) Vilm.
- Hordeum sativum subsp. hexastichon (L.) K.Richt
- Hordeum sativum subsp. vulgare (L.) K.Richt.

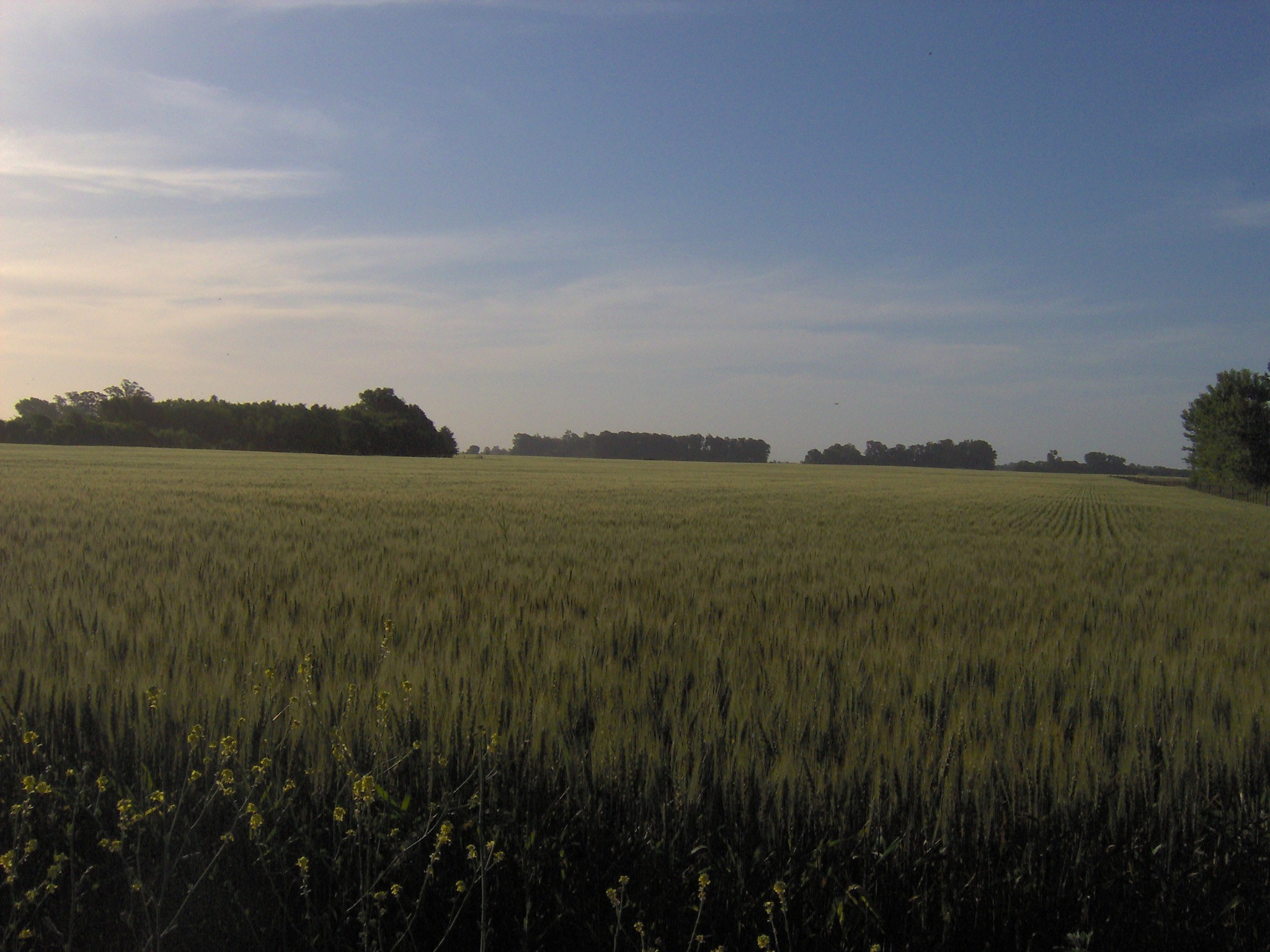
Sembrado de cebada en Argentina

- Hordeum scabriusculum R.E.Regel
- Hordeum septentrionale R.E.Regel
- Hordeum stassewitschii R.E.Regel
- Hordeum strobelense Chiov.
- Hordeum taganrocense R.E.Regel
- Hordeum tanaiticum R.E.Regel
- Hordeum tetrastichum Stokes
- Hordeum transcaucasicum R.E.Regel
- Hordeum violaceum R.E.Regel
- Hordeum walpersii R.E.Regel
- Secale orientale Schreb. ex Roth[23]

## Nombre común
La cebada un cultivo antiguo tiene muchos nombres comunes. Entre ellos existen los siguientes: Alcacer, arroz de Alemania, caballar, cebá, cebaa, cebada, cebada alfa, cebada barbarrosa, cebada caballar, cebada caballuna, cebada común, cebada cuadrada, cebada de abanico, cebada de cuatro carreras, cebada de dos carreras, cebada del milagro, cebada del terreno, cebada de mazuela, cebada de muchas carreras, cebada de muchas renglas en la espiga, cebada de pajarina, cebada descocada, cebada de seis carreras, cebada de seis órdenes, cebada desnuda, cebada ladilla, cebada marzal, cebada negra, cebada ramosa, cebada romana, cebada tremesina, cebadilla, corona, dos carreras, hordiate, hordio, malta, negrillo, ordio.

## Cultivo
La cebada tiene un ciclo de cultivo más corto que el del trigo, es el cereal que puede ser cultivado más en el norte, y soporta tierras de poca calidad y en determinadas circunstancias da más rendimiento en grano que el trigo.
El cultivo está bastante extendido y, dadas sus características, el cultivo en Europa llega a los 70° de latitud Norte (en Rusia hasta los 66°), y en América a los 64°. En cuanto a la altitud, se cultiva hasta los 1800 m  de altura en Suiza y hasta los 3000 m en Perú, y es el cereal que mejor se adapta a las latitudes más elevadas. En cuanto a la temperatura, la cebada germina a una temperatura mínima de 6 °C. Florece a los 16 °C y madura a los 20 °C. Tolera muy bien las bajas temperaturas y llega a soportar los diez grados bajo cero.
Los beduinos de los desiertos y semidesiertos acostumbraban a sembrar cebada después de una lluvia importante y hacían una pequeña cosecha unos tres meses después aunque no volviera a llover.
En el Tíbet es el cereal principal y en forma de harina mezclada con mantequilla de yak es la base de la alimentación tradicional.
Normalmente se siembra a final del otoño o comienzo del invierno, y la cosecha suele ser a final de junio o comienzo de julio.
Una vez cosechado, la paja es muy apreciada para alimentar el ganado, más que la del trigo.

### Siembra

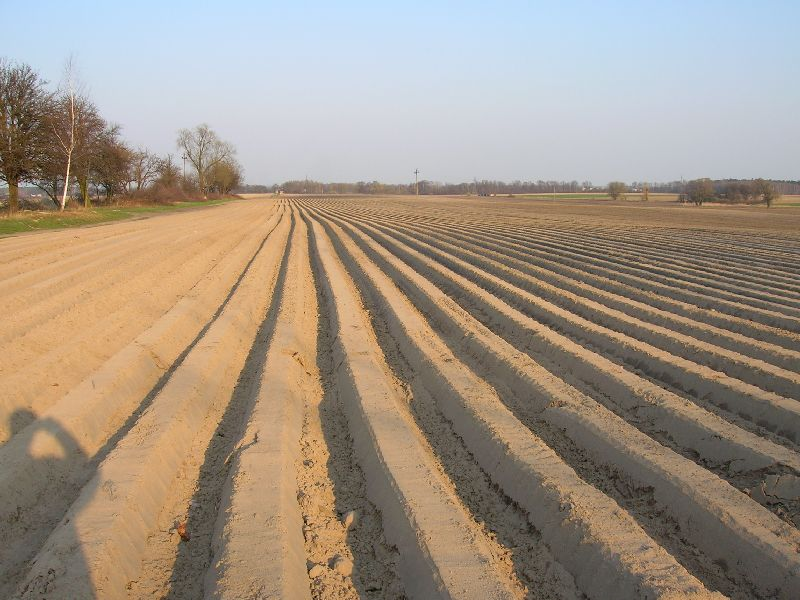
Campo labrado

La siembra se hace en  otoño (noviembre, con las cebadas de invierno) o bien a la salida del invierno (febrero, con las cebadas de primavera).
La época de siembra se decide, en principio, por necesidades de la rotación: combinación con otros cultivos, lucha contra las malas hierbas, para disponer de más tiempo para sembrar, etc. Hay que tener en cuenta que las siembras de otoño permiten más producciones (ciclos más largos, mejor arraigo) y que las siembras más tardías son más sensibles a los accidentes.
La cantidad de semilla a emplear es muy variable; normalmente oscila entre 120 y 160 kilogramos por hectárea.
Respecto a la dosis de siembra, hay que tener presente que:
- Conviene no sembrar muy espeso la cebada de seis carreras.
- Cuando se siembra a las postrimerías del invierno, se tiene que aumentar la dosis para compensar que hay menos tiempo para ahijar. En cebadas de tipos de primavera también hay que sembrarlas más espeso, puesto que hay que tener presentes las inclemencias del frío.

### Riego

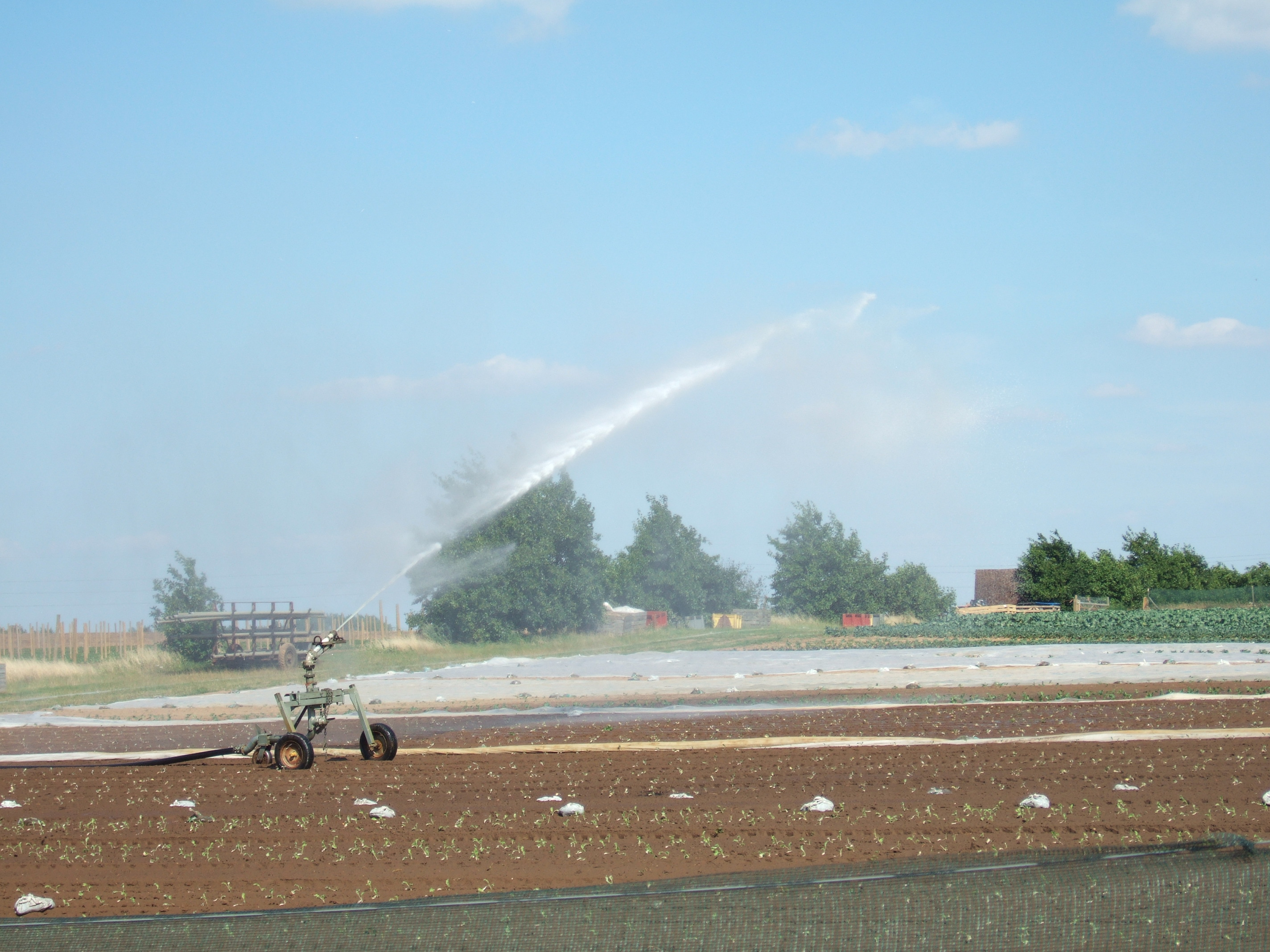
Aspersor de riego

La cebada tiene un coeficiente de evapotranspiración superior al trigo, aunque, como el ciclo es más corto, la cantidad de agua absorbida es un poco inferior. La cebada tiene como ventaja que exige más agua a primeros del desarrollo que al final, hecho que lo hace más resistente a la sequía que el trigo, a pesar de tener un coeficiente más alto de transpiración.
El riego se tiene que hacer en la época del entablillado, puesto que una vez espigada se producen daños en la planta.

### Abonado

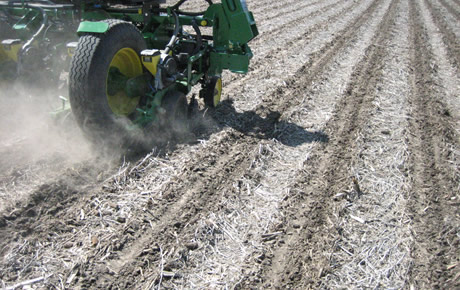
Máquina de fertilización

Cuando la cebada se destina a la fabricación de cerveza, no se tiene que aplicar abono nitrogenado sobre el cultivo, sino solo de fondo, para evitar que el grano acumule un nivel demasiado alto de proteína y que su calibre sea peor.
El abono nitrogenado permite incrementar el nivel de producción, pero, al mismo tiempo, actúa negativamente sobre el contenido proteico y sobre el porcentaje de extracto, y también sobre el calibre del grano.

### Cosecha
En España, la cosecha se suele hacer entre el final de junio y el principio de julio, en general antes que el trigo porque madura mucho más deprisa. Las cebadas de invierno se pueden cosechar unos 10 o 15 días antes que las cebadas de primavera.